# Ахилл (имя)

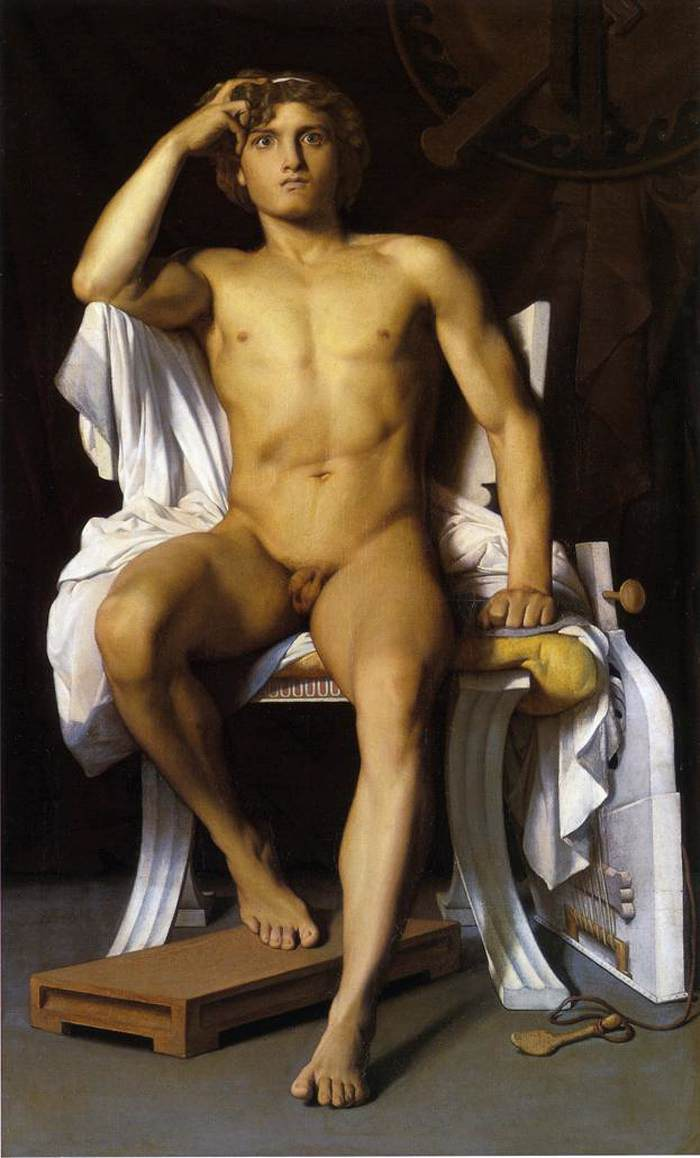
Ахилл François-Léon Benouville

Ахи́лл (др.-греч. Ἀχιλλεύς) — греческое мужское имя.
Имя мифологического героя, сына Фетиды и Пелея. Поэма Гомера «Илиада» повествует о подвигах Ахилла.
Имя a-ki-re-u (Ахиллей) впервые зафиксировано в древнем Кноссе.

## Известные носители имени
- Ахилл (афинянин) — один из руководителей афинского посольства к Александру Македонскому в 331 году до н. э.;
- Ахилл из Атинтании — житель Атинтании[англ.], который спас малолетнего Пирра в 316 году до н. э.;
- Ахилл Валансьен (1794—1865) — французский зоолог.
- Ахилл Парош — французский стрелок.
- Ахилл Пери (род. в 1812 году) — итальянский композитор.
- Ахилл Ратти (1857—1939) — Пий XI, папа римский с 1922 по 1939 года.
- Ахилл Татий — древнегреческий писатель
- Ахилл ван Аккер
- Альбрехт-Ахилл (1414—1486) — маркграф княжеств Ансбах и Кульмбах под именем Альбрехт I и позднее курфюрст Бранденбурга под именем Альбрехт III

## Имя в литературе
- Ахилл — герой сказаний древних греков
- Ахилл — персонаж трагедий Эсхила «Мирмидоняне» (фр.131-139 Радт), «Нереиды» (фр.150-153 Радт), «Фригийцы, или Выкуп тела Гектора» (фр.263-267 Радт).
- Ахилл — персонаж сатировских драм Софокла «Поклонники Ахилла» (фр.149-157 Радт) и «Сотрапезники» (фр.562-568 Радт).
- Ахилл — персонаж трагедии Еврипида «Ифигения в Авлиде».
- Ахилл — персонаж одноимённых трагедий Аристарха Тегейского, Иофонта, Астидаманта Младшего, Диогена, Каркина Младшего, Клеофонта[англ.], Еварета, Ливия Андроника.
- Ахилл — персонаж трагедии Херемона «Ахилл – убийца Терсита».
- Ахилл — персонаж трагедии Энния «Ахилл по Аристарху».
- Ахилл — персонаж трагедии Акция «Ахилл, или Мирмидоняне».
- Ахилл — персонаж в пьесе У. Шекспира «Троил и Крессида» (1602)